# Loi relative à l'individualisation des peines et renforçant l'efficacité des sanctions pénales
Lire en ligne

Loi no 2014-896 du 15 août 2014 relative à l’individualisation des peines et renforçant l’efficacité des sanctions pénales sur Légifrance

La loi du 15 août 2014 relative à l’individualisation des peines et renforçant l’efficacité des sanctions pénales est une loi du gouvernement Ayrault puis Valls visant à modifier un ensemble de mesures concernant le mode d'incarcération et de sanctions pour les personnes condamnées. Pour le gouvernement, il s'agit de « punir plus efficacement, en adaptant la peine à chaque délinquant, afin de mieux prévenir la récidive ». Le texte concerne exclusivement les auteurs de délits (vols, dégradations, outrages, délits routiers, violences, etc.) ; les criminels ne sont pas concernés (auteurs de viols, meurtres, vols à main armée, etc.). Il est porté par la ministre de la Justice Christiane Taubira.
Le projet de loi a été adopté par le Parlement le 17 juillet et promulgué le 15 août 2014.

## Déroulement de la réforme et ses prémices

### Les prémices: la Conférence de consensus sur la prévention de la récidive
L'écriture du projet de loi a été précédée par un travail de concertation. Pour la première fois, une conférence de consensus a été organisée dans le domaine de la justice.
Cette méthode, souvent utilisée dans le milieu médical, privilégie une approche scientifique. Un comité d’organisation indépendant, ici composé d’une vingtaine de personnalités ayant des parcours et convictions variées (magistrats, chercheurs français et étrangers, personnels pénitentiaires, représentants d’associations de victimes et de syndicats de police, élus, etc.) ont travaillé pendant plusieurs mois pour établir un diagnostic et s’entendre sur un état des lieux, en s’appuyant notamment sur des études internationales et l’audition d’une soixantaine d’experts œuvrant dans le champ de la prévention de la récidive.
Ce comité a rendu une synthèse, déterminé les points problématiques nécessitant d’être tranchés puis nommé un jury indépendant. Deux jours d’audition publique ont eu lieu en février 2013, au cours desquels le jury a pu questionner directement des experts sur les questions les plus épineuses. Le jury a ensuite élaboré une série de recommandations et a retenu douze préconisations faisant l’unanimité pour les présenter au gouvernement. Celles-ci incluent notamment l’abandon des peines automatiques et de la rétention de sûreté, la mise en place d’une peine de probation ou l’interdiction des sorties sèches.
Un cycle de consultations a alors été ouvert auprès de magistrats, greffiers, personnels pénitentiaires, représentants d’associations de victimes, etc. Leurs points de vue vis-à-vis de ces préconisations ont été recueillis avant le début du travail interministériel.

### La préparation du texte de loi

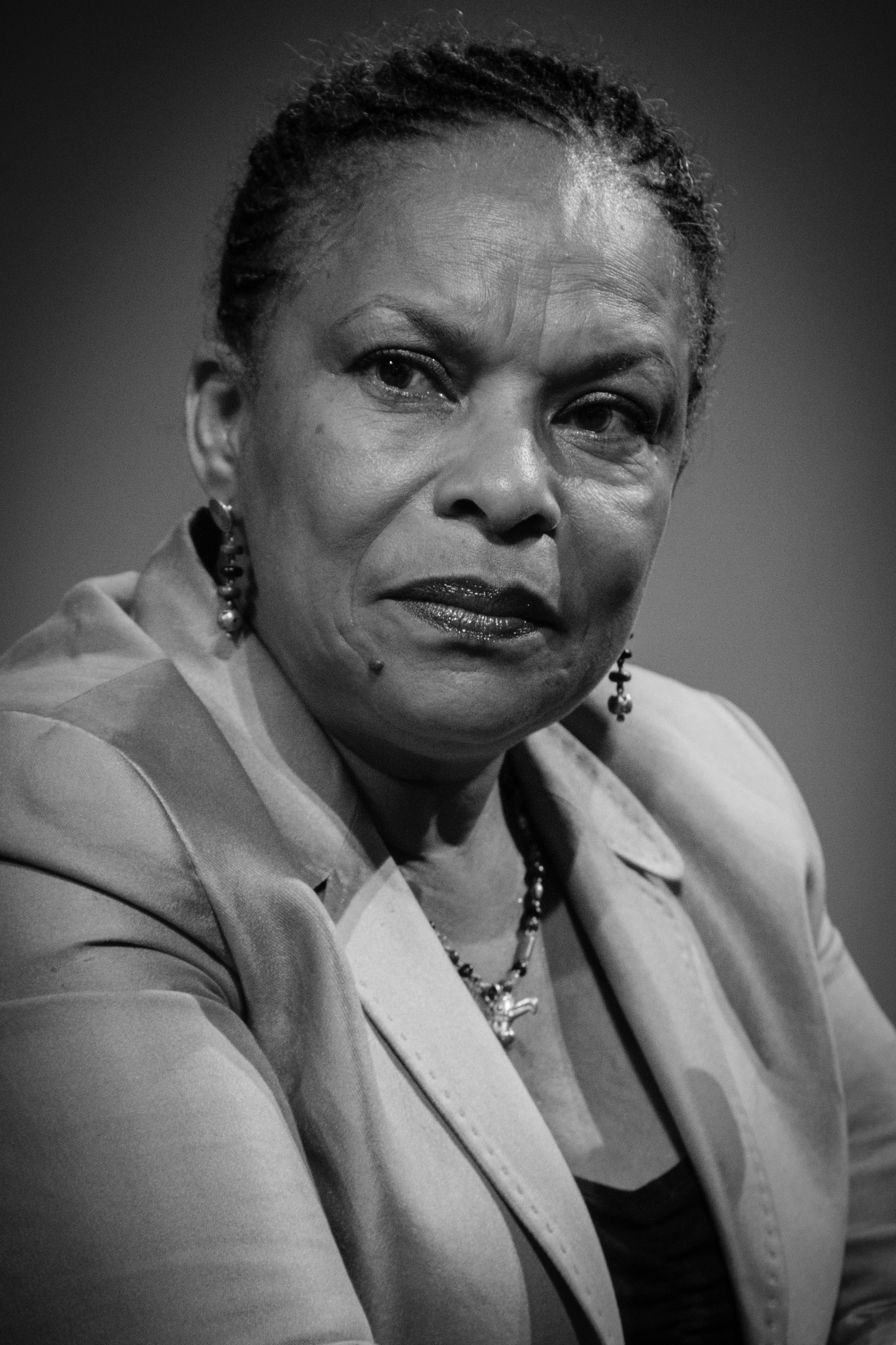
Christiane Taubira, la ministre de la Justice, qui porte la réforme.

L'été 2013 est marqué par l'affrontement sur le projet entre la ministre de la Justice, Christiane Taubira, et le ministre de l'Intérieur, Manuel Valls. La première souhaite promouvoir l’individualisation de la peine, mettre fin aux automatismes et introduire la possibilité pour les magistrats de condamner les délinquants à une peine de probation. Le second considère qu’un changement de pratique des parquets serait plus approprié qu’une loi pénale, et qu’un projet de loi sur « la récidive en général » n’était pas pertinent.
Fin août 2013, le Premier ministre, Jean-Marc Ayrault rend ses arbitrages et présente les grandes lignes de la réforme pénale. Elle se veut en rupture avec celles menées sous le quinquennat de Nicolas Sarkozy, jugées comme relevant du « tout-carcéral ».
En septembre 2013, Christiane Taubira entreprend un « tour de France pédagogique » d'une dizaine de rencontres (deux par semaine) afin de présenter sa réforme au grand public et aux professionnels (magistrats, personnels pénitentiaires, d'insertion, de probation, etc.) La chancellerie déclare ainsi : « Beaucoup de choses et leur contraire ont été dites. Il est important de présenter l'équilibre actuel du texte. C'est une réforme fondamentale et il est normal qu'elle soit discutée et disputée. […] Il faut préparer le travail parlementaire pour ce texte à forte résonance politique »
Le projet est présenté en Conseil des ministres le 2 octobre 2013.
Le gouvernement annonce finalement que la réforme est reportée après les élections municipales de 2014, bien qu'en août 2013, la garde des Sceaux ait jugé que « la connexion au calendrier électoral […] constituerait une faute politique, une faute éthique », rejoignant en cela le Syndicat de la magistrature pour qui « la réforme a déjà trop attendu, le gouvernement et les parlementaires doivent tout mettre en œuvre pour qu'elle soit examinée maintenant ».

### Parcours législatif
À l'initiative du vice-président de la commission des lois, des auditions parlementaires commencent le 5 décembre à l'Assemblée. Sont reçus des représentants de la société civile, des syndicats de magistrats et de policiers, des personnels pénitentiaires, des conseillers d'insertion et de probation ainsi que des associations de victimes. Le gouvernement souhaite que la lecture de la réforme ait lieu le 2 juin 2014.
À l'Assemblée nationale, le rapporteur de la réforme est le député PS de la Loire-Atlantique Dominique Raimbourg, par ailleurs vice-président de la commission des lois et avocat pénaliste de profession ; au Sénat, il s'agit du sénateur PS Jean-Pierre Michel.
Le texte est adopté le 10 juin 2014 à l'Assemblée, par 328 voix contre 231. La gauche et la gauche radicale ont voté pour ; l'UMP, l'UDI et les deux députés FN ont voté contre ; il n'y a pas eu d'abstention. Le Sénat examine le projet de loi à partir du 24 juin. La Haute Assemblée participe à « gauchir » le texte de loi par plusieurs amendements. Si plusieurs idées sont maintenues, l'exécutif a rappelé à l'ordre les sénateurs socialistes et a créé une commission mixte paritaire, composée de 14 sénateurs et députés afin de trouver un accord définitif sur le projet. La réforme est définitivement adoptée en deuxième lecture, à l'Assemblée nationale, mi-juillet : tous les groupes de gauche, et les communistes, votent pour ; les centristes et la droite ont voté contre. Saisi par les groupes UMP des deux assemblées, le Conseil constitutionnel déclare le texte conforme à la constitution le 7 août,,. Le projet de loi est promulgué le 15 août.

## Principales mesures de la réforme
- La création de la « contrainte pénale » (initialement « peine de probation »). Cette peine en milieu ouvert vise à proposer aux magistrats une alternative à l'incarcération. Elle est accompagnée d’une série d’obligations et interdictions, par exemple en matière de soins, de formation ou encore d'indemnisation des victimes. Elle s'ajoutera à l'arsenal de peines déjà existantes, dont le « sursis avec mise à l'épreuve » (SME) et concernera dans un premier temps les délits passibles de cinq années d'emprisonnement maximum. Elle est étendue à l’ensemble des délits à compter du 1erjanvier 2017[6] mais supprimée en 2019 par la loi Belloubet garde des sceaux du Gouvernement Philippe.
- La suppression des « peines planchers »[6]. Elles avaient été introduites dans la législation française en 2007 afin d'obliger les juges à prononcer une peine minimale en cas de récidive légale. Elles avaient pour but de dissuader les délinquants et les criminels avec des sanctions automatiques et précises.
- La mise en place d’un rendez-vous obligatoire pour évaluer la situation des détenus aux deux-tiers de leur peine, afin d’envisager leur sortie progressive de prison. Cette « libération sous contrainte » (libération comportant des mesures de restriction, d'obligation et/ou de surveillance) pourra être décidée par le juge d’application des peines, en fonction du parcours et du projet d’insertion de la personne détenue[2].
- La possibilité d'une césure du procès pénal. Le tribunal pourra, dans un premier temps, prononcer la culpabilité et des mesures d'indemnisation des victimes, puis renvoyer sa décision sur la peine à une seconde audience afin d’obtenir davantage d'informations sur la personnalité et la situation de l'auteur (quatre mois plus tard au maximum)[2].
- L’intégration d'un article définissant les finalités et fonctions de la peine. Celles-ci étaient jusqu’alors définies de façon parcellaire dans le code pénal. Il est ainsi précisé qu’« afin de protéger la société, de prévenir la récidive et de restaurer l’équilibre social, dans le respect des droits reconnus à la victime, la peine a pour fonctions : de sanctionner le condamné ; de favoriser son amendement, son insertion ou sa réinsertion »[2].
- Les victimes pourront notamment demander à être informées de la fin de l'exécution d'une peine de prison, ou saisir la justice si elles estiment qu’il existe une atteinte à leurs droits en cours d'exécution de peine.
- Une majoration des amendes de 10 % est également prévue pour financer les associations d'aide aux victimes, tout comme la possibilité pour l’auteur d’une infraction de verser volontairement une somme auprès du fonds de garantie des victimes des actes de terrorisme, lorsque la victime ne s’est pas constituée partie civile.
- Sur la base du volontariat, un dispositif de « justice restaurative » devra également permettre à des victimes et auteurs d'infractions de se rencontrer pour aider les uns à « se réparer » et les autres à « prendre conscience » du préjudice causé.
- L’existence des bureaux d’aide aux victimes et bureaux de l'exécution des peines est sanctuarisée en étant inscrite dans la loi[2].

## Moyens accompagnant la réforme
- 400 postes en Service pénitentiaire d'insertion et de probation (SPIP) sont créés en 2014, puis 600 postes supplémentaires d'ici 2017, soit une augmentation de 25 % des effectifs[6].
- 30 juges d’application des peines supplémentaires et 19 magistrats du parquet ont été recrutés en 2013. 40 greffiers et 10 nouveaux juges d’application des peines sont recrutés en 2014.
- 6500 places de prison seront construites d’ici à 2017 : 530 places ont été livrées en 2013, 1200 nouvelles places le sont en 2014[18].

## Comparaisons avec l'étranger

### L’abandon des peines planchers
Les peines minimales obligatoires ont été abandonnées ou assouplies dans plusieurs pays qui les avaient mises en place, notamment aux États-Unis et en Australie. En France elles n'étaient  toutefois pas obligatoires, le juge pouvant les contourner avec une décision motivée.

#### États-Unis
Aux États-Unis, certaines dispositions concernant les peines minimales obligatoires fédérales ont été jugées inconstitutionnelles par une décision de la Cour suprême du 12 janvier 2005[réf. nécessaire]. Depuis cette décision, prise sur le fondement de la Déclaration des droits, les peines planchers fédérales sont uniquement indicatives.
La règle dite « 3 strikes and you’re out » appliquée en Californie a elle aussi été remise en cause. Mise en place en 1994 à la suite d'un fait divers, cette règle prévoyait un mécanisme imposant la peine de prison à perpétuité pour les récidivistes dans le cas d’une troisième condamnation, notamment pour vol. 
En 2012, les Californiens ont décidé par référendum d’assouplir la règle. Son champ d’application a été restreint (moins d’infractions concernées) et la révision des condamnations à perpétuité prononcées sur son fondement a été autorisée.

#### Australie
En Australie, dans les Territoires du Nord, les peines minimales obligatoires mises en place en 1997 pour les infractions contre les biens et celles commises par les mineurs, ont été abrogées en 2001. Sans avoir eu d’effet sur le nombre d’infractions, elles avaient provoqué une augmentation de 50 % des condamnations à la prison ferme et une augmentation de 15 % de la population carcérale. Ces peines planchers étaient en outre jugées discriminatoires : en matière d’infraction, elles s’appliquaient en moyenne 8,6 fois plus aux populations aborigènes et 5,2 fois plus aux adultes de moins de 25 ans qu’au reste de la population[réf. nécessaire].

## Propositions des partis politiques

### Amendements proposés
- La peine en milieu ouvert créée par le projet de loi, la contrainte pénale, avait initialement été pensée pour être applicable à tous les délits. À la suite d'un désaccord entre la ministre de la Justice, Christiane Taubira, et le ministre de l’Intérieur, Manuel Valls, l’Élysée avait finalement décidé qu’elle pourrait uniquement être prononcée pour des délits encourant au maximum cinq ans de prison. Une fois en commission des Lois (où le texte est préparé avant son passage devant l'Hémicycle), le projet de loi a encore été modifié sur ce point : le groupe PS a déposé un amendement pour ré-élargir la contrainte pénale à tous les délits. Un accord est finalement trouvé pour conjuguer la volonté du gouvernement et celle des parlementaires socialistes : dans un premier temps, la contrainte pénale sera uniquement applicable aux délits passibles de 5 ans de prison puis, à partir du 1er janvier 2017, elle sera élargie à l’ensemble des délits[21].

- De leur côté, les députés écologistes ont déposé un amendement vidant de sa substance un autre dispositif assez proche, le sursis avec mise à l'épreuve (SME), afin, selon Le Figaro « que les obligations les plus importantes attachées au SME - celles de travail, de formation et de soin - soient désormais exclusivement réservées à la nouvelle contrainte pénale ». Le SME, une peine mixte, se combine avec l'emprisonnement, au contraire de la contrainte pénale. Si cet amendement avait été adopté, les juges n'auraient eu le choix qu'entre la prison (emprisonnement) ou la contrainte pénale (sans emprisonnement)[21]. Cet amendement n'a pas été adopté.

## Soutiens

### Partis politiques
- UMP : Jean-René Lecerf, sénateur : « Je suis d'accord avec ce texte à 90 %. On fait un procès en sorcellerie à Christiane Taubira mais, au fond, cette loi aurait pu être portée par Rachida Dati ou Michèle Alliot-Marie [...]. Présenter cette loi comme laxiste, c'est de la folie furieuse [...]. Si je peux aider au vote de ce texte, je le ferai »[22].

- Parti chrétien démocrate : Christine Boutin, ancienne ministre : « Je suis convaincue que l’enfermement systématique n’est pas la solution. Les conditions de détention sont déplorables et ne permettent aucunement la réinsertion des condamnés ». « Concernant la réforme pénale, je soutiens sa démarche. J’estime même qu’elle (Christiane Taubira) est courageuse de porter un tel projet »[23].

- EELV : Cécile Duflot, ancienne ministre et députée : « C'est une question d'efficacité : ce n'est pas en bourrant les prisons qu'on améliore la sécurité. » Cécile Duflot juge une telle réforme « indispensable »[24][source insuffisante].

- PS :
  - Robert Badinter, ancien ministre de la Justice : « Le texte va dans la bonne direction, il ne va pas assez loin […]. À quoi bon réunir autant de personnes compétentes émanant de tous les horizons de la vie judiciaire si c'est, en définitive, pour ne pas en tirer toutes les conséquences dans un projet de loi ? », a-t-il lancé en qualifiant le travail de la Conférence de consensus de « ce qu'on a produit de mieux, et de très loin, depuis des années »[réf. nécessaire].
  - André Vallini, secrétaire d'État chargé de la Réforme territoriale : « La réforme pénale est utile et intelligente. Elle donnera des résultats, parce que depuis dix ans dans ce domaine on a eu beaucoup de discours démagogiques, beaucoup de lois inefficaces. Il fallait enfin trouver les moyens d’agir avec efficacité »[25].

### Syndicats et associations
- Le Syndicat de la magistrature : « Enfin, l’abrogation des peines planchers et de la révocation automatique des sursis simples, ces couperets aveugles ! Enfin, l’abrogation des obstacles aux aménagements de peine des personnes condamnées en récidive, ces pourvoyeurs de sorties sèches ! Enfin, la priorité donnée au suivi et à l’accompagnement, par l’adoption du principe d’une peine effectuée pour part en détention, pour part dans la société, et par la création de la contrainte pénale, peine d’accompagnement en milieu ouvert ! Mais du chemin reste à parcourir, tant chaque avancée s’est faite dans la douleur et s’est – trop souvent – accompagnée d’un renoncement »[26][source insuffisante].

- L'Union syndicale des magistrats : « On est dans une logique d'un texte qui, en l'état, nous paraît bon »[27].

- L’Association française de criminologie : « Nous soutenons cette réforme imparfaite, conscients des équilibres dont sont tributaires les politiques, y compris face à une opinion en réalité très mal informée sur ces questions […]. Cette réforme va dans le bon sens : elle supprime tous les effets mécaniques des peines prononcées sur la base d’une efficacité à très court terme, et ouvre des fenêtres vers une procédure plus soucieuse d’efficacité et de justice, précisément en introduisant progressivement le recours aux évaluations criminologiques, jusqu’à présent absentes dans les tribunaux »[28].

- Le Collectif Liberté Égalité Justice (Observatoire international des prisons - section française, Génépi, Ligue des droits de l'homme, Association nationale des juges de l'application des peines, ACAT, Association pour la recherche et le traitement des auteurs d'agressions sexuelles, Syndicat des avocats, CGT Pénitentiaire  de France, SNEPAP-FSU, CGT-PJJ, SNPES/PJJ/FSU, l'Union syndicale de la psychiatrie et FNARS) : « Parlementaires, ne cédez pas aux sirènes sécuritaires. Ne craignez pas d'être politiquement ambitieux, novateurs dans les débats qui s'ouvrent sur la réforme pénale. Sortir de l'hégémonie de l'enfermement, de la répression à tous crins, désocialisante et inefficace, repenser une peine juste, individualisée, exécutée dans l'intérêt de la société, c'est être fidèle aux valeurs humanistes et de progrès qui nous animent ». « Oui, il faut abroger les peines planchers auxquelles vous vous opposiez fermement en 2007. Oui, il faut abolir la rétention de sûreté que Robert Badinter, et la gauche unie derrière lui, dénonçait avec force en 2008, "période sombre" pour la justice »[29]

- Le Secours catholique : « La surpopulation carcérale atteint de tels sommets que les condamnés se retrouvent, de fait, abandonnés à leur sort. Ce n’est pas comme cela qu’on manifeste aux délinquants notre désir de les voir réintégrer la société » - Jean Caël, responsable du département prison-justice au Secours catholique[30]. « Croire qu'il suffit d'enfermer les gens et leurs problèmes dans une boîte pour ne la rouvrir que quelques années plus tard, comptant sur l'enfermement pour les résoudre ou croire que c'est en prison que l'on est dans les meilleures conditions pour s'amender et changer est aussi naïf que dangereux. En réalité, la prison aggrave les problèmes de délinquance au lieu de les régler. [...] La plupart des études menées en France comme à l'étranger concluent que la prison est, sauf rare exception, facteur de récidive, alors que les aménagements de peine favorisent une réinsertion durable et efficace faisant baisser la récidive. Ainsi, les deux tiers des personnes condamnées, dont les peines sont aménagées et qui n'effectuent pas de détention, ne récidivent pas »[31] - François Soulage, président du Secours catholique, avec Vincent Leclair, aumônier général catholique des prisons et Alexandre Duval-Stalla, avocat au barreau de Paris.

- L’ACAT : « Il est temps de sanctionner autrement, de concevoir des peines respectueuses de l'être humain tournées vers la réinsertion plutôt que vers le seul châtiment […]. La réforme pénale est une avancée importante »[32]

### Spécialistes
- Jean-Marie Delarue, ancien contrôleur général des lieux de privation de liberté : « Plus laxiste, moins laxiste, le débat n’est pas du tout là. Pour punir quelqu’un que faut-il faire ? La contrainte pénale n’est pas un remède universel, c'est un instrument de plus dans la boîte à outils du juge qui lui permet d’adapter la peine au cas par cas […]. On voit sortir des gens broyés, aigris, qui n’ont parfois aucun moyen de survie. Alors, dans ce contexte, on ne peut que souhaiter la multiplication des peines en milieu ouvert. Je crois donc que la réforme pénale va dans le bon sens »[33].

- Véronique Vasseur, ex-médecin de la Santé : « J’y suis favorable à 100 %. Pour les petites peines, chaque fois qu’on peut éviter la prison ferme, il faut le faire. Aujourd’hui, les prisons françaises débordent. C’est du jamais-vu. Les taux de récidive flambent, avec près de 60 % de récidivistes dans les cinq ans suivant leur sortie de prison. Imitons ce qui marche ailleurs. Comme en Suède, où la contrainte pénale existe depuis vingt ans et où on ferme des prisons faute de détenus […]. Quand un détenu fait peu ou pas de prison, cela exaspère les victimes et les policiers qui l’ont arrêté. C’est un problème de punition. Il faut bien sûr punir les coupables, mais en ayant recours aussi à des peines alternatives – amendes, travaux d’intérêts généraux, bracelets électroniques, etc. – qui ne soient pas forcément l’enfermement entre quatre murs »[34].

- Philippe Pottier, directeur de l’École nationale d'administration pénitentiaire (ENAP) : « La prison n’est ni pire ni meilleure que la probation, ce n’est pas la question : il s’agit de savoir quelle est la meilleure mesure pour aller vers la sortie de la récidive – ou la plus adaptée socialement, parce qu’il est normal que les gens considèrent que les comportements dangereux soient punis –, on n’est pas dans l’angélisme […]. Je n’étais pas sûr de voir cela de mon vivant professionnel, il y a eu une évolution incroyable en quelques années. On discute de la probation au Parlement, c’est bien la première fois »[35].

- Jean Danet, maître de conférences en droit privé et sciences criminelles et directeur de l’Institut universitaire nantais de criminologie : « Dire que cette réforme pénale est laxiste, c’est démontrer qu'on ne l’a pas lu ou alors qu’on est d’une totale mauvaise foi »[36].

- Laurent Mucchielli (CNRS - Laboratoire méditerranéen de sociologie - Lames), Christian Mouhanna (CNRS - Centre de recherches sociologiques sur le droit et les institutions pénales - Cesdip) et Virginie Gautron (Université de Nantes - Droit et changement social - DCS) : « Les alternatives à l’incarcération et les aménagements de peine ne découlent pas de bons et naïfs sentiments mais d’un pragmatisme soucieux d’efficacité. De surcroît, elles coûtent moins cher. La démagogie sécuritaire se nourrit de faits divers criminels pour faire croire qu’il s’agit de la réalité quotidienne. C’est une manipulation. Moins de 15 % des condamnations concernent des atteintes aux personnes. La justice condamne beaucoup plus des voleurs et des conducteurs alcoolisés ». « La situation actuelle, qui consiste à se débarrasser des petits délinquants récidivistes en les enfermant pour quelques mois, est une impasse. Le débat, qui s’ouvre au Parlement sur la contrainte pénale et la probation, est donc essentiel. Les mesures annoncées n’empêcheront pas le prononcé de lourdes peines ou le maintien en détention lorsque la situation le justifiera. Mais elles donneront de nouveau la possibilité aux juges d’adapter la sanction à la gravité de l’infraction et aux problématiques des condamnés. Il ne s’agit donc pas essentiellement d’humanisme, encore moins d’angélisme, mais de pragmatisme et d’efficacité »[37].

- Jean-Jacques Gandini, président du Syndicat des avocats de France, Christine Lazerges, professeur de droit émérite, présidente de la CNCDH et Jean Danet, membre du Comité d'organisation de la Conférence de consensus pour la réforme pénale : « La contrainte pénale oblige le condamné à investir les efforts qui lui sont demandés. Vraiment. Bien plus qu’une courte peine ferme, sans parler des peines de prison avec sursis simple, ces peines virtuelles. Elle donne de vrais résultats quant à la prévention de la récidive, l’insertion et la réinsertion. Ce type de peine et les prises en charge qui l’accompagnent sont une nécessité urgente »[38].

## Oppositions

### Partis politiques
- UMP :
  - Jean-François Copé, président de l'UMP, juge que le gouvernement privilégie : « le laxisme plutôt que la fermeté envers les délinquants »[6].
  - L'ancienne ministre de la Justice Rachida Dati, à l'origine de la création des peines planchers, dénonce un « raisonnement idéologique absurde. Les peines planchers sont non seulement utiles et dissuasives, mais elles ne sont absolument pas automatiques. Elles sont à l’appréciation des magistrats qui peuvent les écarter s'ils motivent leur décision »[39].

### Syndicats
- Jean-Claude Delage, secrétaire général du syndicat Alliance Police nationale considère que l'arbitrage du Premier ministre a été, sur cette réforme, favorable aux positions de Christiane Taubira, mais que Manuel Valls a permis de les tempérer. Il s'alarme de voir que la contrainte pénale pourra être appliquée à des délits jugés graves, comme le trafic de stupéfiants et que l'objectif reste avant tout pour le gouvernement de « vider les prisons » alors que « l'incarcération demeure pour nous un symbole de fermeté essentiel ». Il regrette également la suppression des peines planchers, « car on remet sur le même plan les primo-délinquants et les récidivistes »[40].

- Patrice Ribeiro, secrétaire général du syndicat Synergie-Officiers, réagissant au soutien apporté par le député rapporteur de la réforme, Dominique Raimbourg, à un amendement socialiste étendant la contrainte pénale à l'ensemble des délits, estime que « quand le rapporteur d'une loi de cette nature donne des exemples aussi ahurissants, on peut être inquiet des motivations et des conséquences prévisibles de ce texte. [...] Manifestement, nous n'avons pas la même notion de la gravité de certains actes. [...] Le message d'indulgence qui va être envoyé sera reçu cinq sur cinq par les délinquants [...] On peut ainsi tripoter sa petite nièce, [...] ce n'est pas bien grave pour M. Raimbourg, et cela ne mérite au fond, selon lui, qu'une petite contrainte pénale[41] ». Dominique Raimbourg avait expliqué en conférence de presse que tous les délits à caractère sexuel n'étaient pas à sanctionner de la même façon[42].

### Spécialistes
- Didier Rebut, professeur de droit à l'université Panthéon-Assas, s'inquiète que le « juge qui est censé ne veiller qu'à l'application des peines se retrouve doté de pouvoirs de poursuite au même titre que le procureur », disposant même « du pouvoir de jugement. Ce cumul de fonctions a été clairement remis en cause par une jurisprudence du Conseil constitutionnel, justement, du 2 février 1995 »[43].

- Dominique Chagnollaud, professeur de droit public et de sciences politiques dans la même université, président du Centre des constitutionnalistes s'alarme également du « cumul des fonctions », ce qui remettrait en cause le « principe d'impartialité »[44].

- Philippe Bilger, magistrat honoraire et ancien avocat général près la cour d'assises de Paris juge que cette réforme « n'est rien moins qu'une catastrophe intellectuelle doublée d'une malfaisance judiciaire »[12].

- Frédéric Péchenard, ex-directeur général de la police nationale : « C'est la philosophie générale du projet de loi contre la récidive qui m'inquiète. Le gouvernement veut adapter la politique pénale au nombre de places de prison. Alors qu'il faut faire le contraire, créer les nouvelles places de prison nécessaires à la politique pénale menée. Selon un rapport du Conseil de l'Europe, sur 49 pays, nous sommes 33e en termes d'incarcération, mais au 8e rang pour la surpopulation carcérale. Manuel Valls lui-même le dit : les places manquent. La chaussure est trop petite et Mme Taubira préfère couper le pied »[45].